# Revelberget
Revelberget är ett naturreservat i Kalix kommun i Norrbottens län.
Området är naturskyddat sedan 2012 och är 3,3 kvadratkilometer stort. Reservatet omfattar Revelsberget och består av klapperstensfält och tallskog med lövträd i fuktigare områden.